# Caminho de Ferro de Botafogo
A Caminho de Ferro de Botafogo foi uma empresa de transportes públicos no Rio de Janeiro.

## História
Foi uma das duas companhias que obtiveram concessão para a exploração desse tipo de serviço por Decreto do Imperador Pedro II do Brasil em 1856.
O serviço seria executado por trens que correriam por trilhos de ferro (carris), puxados por burros ou mulas.
A linha que obteve para explorar estendia-se do centro da cidade, à altura da atual Cinelândia, até ao atual bairro da Gávea, passando pelos atuais bairros de Botafogo e do Jardim Botânico. Dada a sua extensão, foi desenvolvido um vasto projeto para a sua implantação mas, após quatro anos de trabalhos, a empresa viu-se em dificuldades antes mesmo de começar a operar.
O seu proprietário, amigo pessoal de Irineu Evangelista de Sousa (barão e futuro visconde de Mauá), apelou à sua ajuda, mas este não pode auxiliá-lo. Por amizade ou por tino comercial, Mauá veio a adquirir a empresa quando a situação já era insustentável, recebendo também a concessão (1862). Criou então a Companhia do Caminho de Carris de Ferro do Jardim Botânico. Os direitos dessa empresa foram transferidos para uma companhia de capital estadunidense, a "Botanical Garden's Railroad" (1866), que inaugurou a primeira linha entre o Jardim Botânico e Botafogo em 1868.